# الشرف (حالمين)

تعديل مصدري - تعديل

الشرف هي إحدى قرى عزلة حبيل الريدة بمديرية حالمين التابعة لمحافظة لحج، بلغ تعداد سكانها 116 نسمة حسب تعداد اليمن لعام 2004.